# 히메노카리스
캄브리아기 바다에 살았던 멸종한 갑각류로 1과 1속 1종만을 두고 있다.

## 생김새
히메노카리스의 몸은 거의 타원형에 가깝고 두 개의 매끄러운 갑각이 가슴을 감싸지만 결합하지는 않는다.가슴은 11개의 마디로 나뉘며 마디마다 한 쌍의 편평한 부속기가 있다. 복부는 7개의 마디와 3쌍의 가시가 있는 꼬리 마디로 구성되어 있으며 가운데 부분의 가시가 가장 길고 양쪽으로 갈라져 있다.

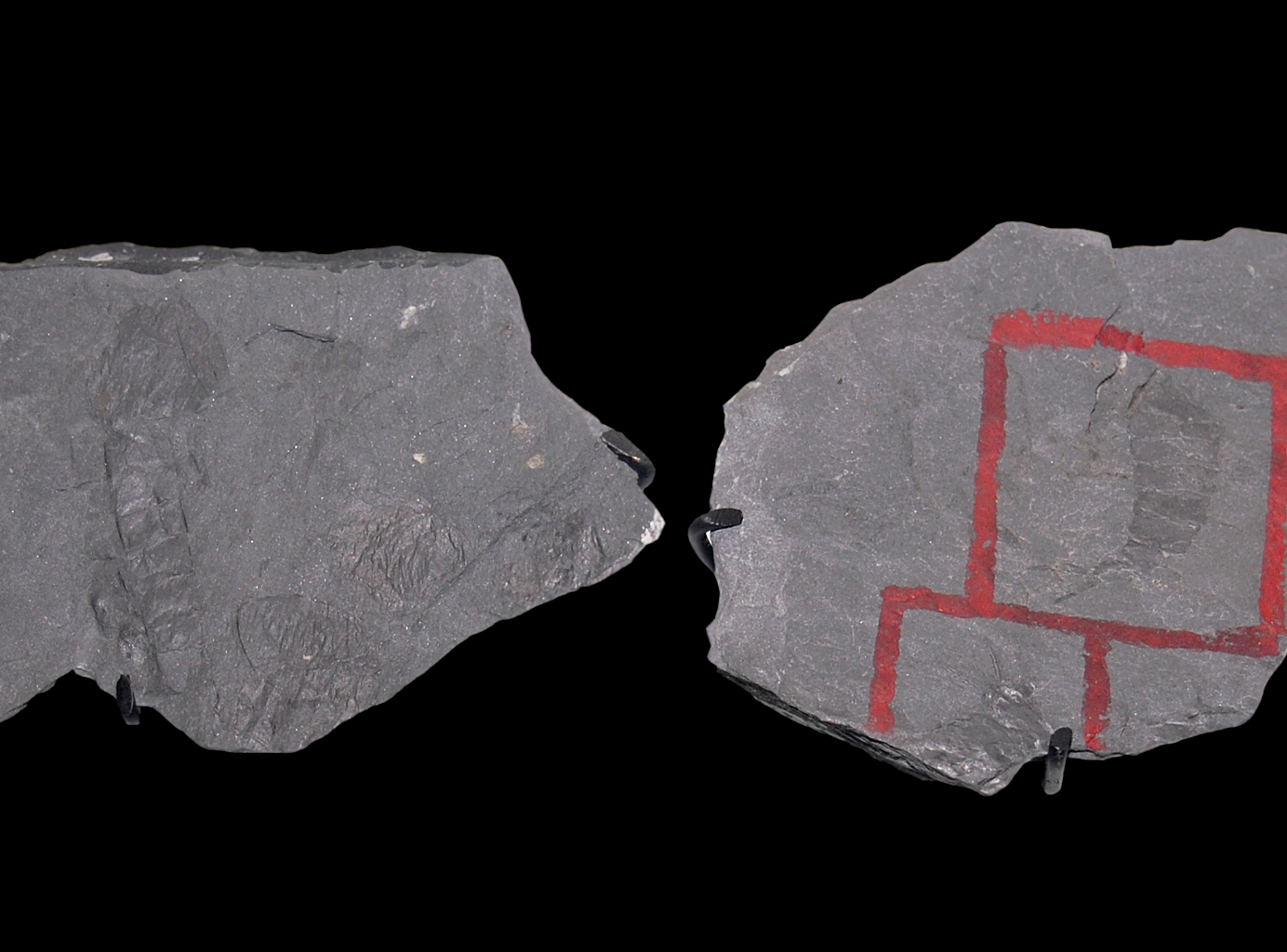
히메노카리스의 화석표본

## 분류
원래 히메노카리스속에 또 다른 종이 속해있었으나 이후에 카나다스피스속으로 바뀌었는데, 그것이 바로 카나다스피스 페르펙타이다(과거 학명: Hymenocaris perfecta). 현재는 베르미카우다 종만이 남아있다. 히메노카리스와 카나다스피스 사이에는 차이점이 존재해서 히메노카리스가 속한 막갑강(Hymenostraca)와과는 별개로 쪼개지는 구실을 놓아주었으나 이따금씩 카나다스피스목에 포함시키기도 한다.

## 같이 보기
- 카나다스피스
- 히메노카리나목